# Wolfram Mucha
Wolfram Mucha (* 10. Dezember 1941 in Brieg, Schlesien; † 23. August 2019 in der Nähe von Epidaurus, Griechenland) war ein deutscher Schauspieler.

## Leben
Seine Schauspielausbildung absolvierte Mucha an der Folkwang Universität in Essen. Hierauf war er an verschiedenen deutschen Theatern engagiert und trat als Kabarettist auf. Seit 1983 war er Schauspieler am Kasseler Staatstheater. Ein besonderes Renommee hat er sich durch seine Bukowski-Lesungen erworben.
Einem breiten Publikum wurde er außerdem durch die Rolle des Kurt Schneider in der ARD-Vorabendserie Marienhof bekannt, die er vom 6. Oktober 1992 bis 8. April 1993 verkörperte. Zudem war er in diversen anderen Fernsehproduktionen zu sehen, u. a. im Tatort. Zuletzt wirkte er an der Seite von Dieter Hallervorden als Schaudarsteller am Berliner Kabarett-Theater Die Wühlmäuse. 
Mucha spielte Akkordeon und trat allein und in einer Band mit einem 50er-Jahre-Programm auf.
Er starb am 23. August 2019 während eines Urlaubs in der Nähe von Epidaurus in Griechenland an Herzversagen.

## Filmografie

### Kino
- 1999: Think Positive! (Kurzfilm) (als Gangsterboss)
- 2010: Heldensage (Kurzfilm) (als Druide)

### Fernsehen
- 1969: Jacques Offenbach – Ein Lebensbild
- 1972: Tatort – Der Fall Geisterbahn
- 1992–1993: Marienhof (als Kurt Schneider)